# Anita Baierl
Anita Baierl (ur. 18 czerwca 1988 w Kirchdorfie) – austriacka lekkoatletka specjalizująca się w biegach długodystansowych.
Jako juniorka zajmowała miejsca w czołowej "10" podczas mistrzostw świata i Europy w biegach górskich.
Reprezentantka Austrii w mistrzostwach Europy w biegach przełajowych (w kategorii młodzieżowców), drużynowych mistrzostwach Europy oraz pucharze Europy w biegu na 10 000 metrów.
Srebrna medalistka (w drużynie) igrzysk europejskich (2015) – indywidualnie zajęła 1. miejsce w biegu na 5000 metrów
Dwunastokrotna mistrzyni Austrii: w biegu na 1500 metrów (2013); biegu na 3000 metrów (hala, 2010); biegu na 5000 metrów (2011, 2012, 2013 i 2015); biegu na 10 kilometrów (2010, 2012, 2013 i 2015) oraz biegu przełajowym (2011 i 2012).

## Rekordy życiowe
- bieg na 3000 metrów – 9:22,21 (2012)[6][7]
- bieg na 5000 metrów – 16:19,65 (2014)[6][7]
- bieg na 10 000 metrów – 33:48,62 (2015)[6][7]
- półmaraton – 1:13:23 (2015)[6][7]